# Birsk
Birsk (Russisch: Бирск, Basjkiers: Бөрө/Börö) is een stad in de republiek Basjkortostan in Rusland. Ze telt circa 50.000 inwoners.

## Geschiedenis
Birsk is gebouwd op de rechteroever van de rivier Belaja, op 80 km ten noordwesten van Oefa en op 1125 km van Moskou.
Gesticht in 1663 op de plek waar het verwoeste dorp Aleksandrovskoje zich bevond, werd ze in 1774 volledig verwoest door opstandelingen onder de leiding van Salaoeat Joelajev. Heropgebouwd werd Birsk een commercieel en cultureel centrum, dat de status van "stad' verkreeg in 1781.